# Nemanja Radoja
Nemanja Radoja (ur. 6 lutego 1993 w Nowym Sadzie) – serbski piłkarz występujący na pozycji pomocnika w klubie Sporting Kansas City.
W reprezentacji Serbii zadebiutował 15 listopada 2016 w przegranym 0:2 meczu z Ukrainą.